# Герб Кодимського району
Герб Кодимського району — офіційний символ Кодимського району, затверджений 15 березня 2007 р. рішенням сесії районної ради.

## Опис
Щит хвилясто скошений справа зеленим та золотим. На першій частині розташовано золоте сонце з дванадцятьма променями; на другій червоний щиток із срібним уширеним хрестом. На лінії скошення вміщено лазурову стрічку. На главі орнаментальна горизонтальна смуга. Щит обрамлено золотими колосками, зеленими дубовими та яблуневими листками та червоними ягодами калини, обвитими стрічкою з написом "Кодимський район".